# 7e étape du Tour d'Italie 1999
La 7e étape du Tour d'Italie 1999 s'est déroulée le 21 mai dans les régions des Pouilles et des Abruzzes. Le parcours de 153 kilomètres reliait Foggia, dans la province éponyme à Chieti dans celle de même nom. Elle a été remportée par le Néerlandais Jeroen Blijlevens de la formation néerlandaise TVM-Farm Frites.

## Récit
Jeroen Blijlevens s'impose au sprint pour la deuxième fois de ce Tour d'Italie. Laurent Jalabert conserve le maillot rose et prend même 6 secondes à la plupart de ses rivaux (Marco Pantani, Oscar Camenzind, Davide Rebellin, Ivan Gotti, Alex Zülle,…) à la suite d'une cassure à la fin de l'étape.

## Classement de l'étape
| \| 1. \| Jeroen Blijlevens \| \| TVM-Farm Frites \| en \| \| \| 2. \| Romāns Vainšteins \| \| Vini Caldirola \| + \| 0 s \| \| 3. \| Fabrizio Guidi \| \| Polti \| \| m.t. \| |                   |  |                 |    |      |
| 1. | Jeroen Blijlevens |  | TVM-Farm Frites | en |      |
| 2. | Romāns Vainšteins |  | Vini Caldirola  | +  | 0 s  |
| 3. | Fabrizio Guidi    |  | Polti           |    | m.t. |

## Classement général
| \| 1. \| Laurent Jalabert \| \| ONCE \| en \| \| \| 2. \| Danilo Di Luca \| \| Cantina Tollo \| + \| 7 s \| \| 3. \| Paolo Savoldelli \| \| Saeco \| \| 16 s \| |                  |  |               |    |      |
| 1. | Laurent Jalabert |  | ONCE          | en |      |
| 2. | Danilo Di Luca   |  | Cantina Tollo | +  | 7 s  |
| 3. | Paolo Savoldelli |  | Saeco         |    | 16 s |